# Celva
Celva è una frazione di Trento, dista 5,2 chilometri dalla città.
Assieme a Cimirlo, Gabbiolo, Mesiano, Oltrecastello e Povo, è parte della circoscrizione amministrativa numero 7 del comune di Trento.

## Descrizione
Situata sotto l'omonimo monte, assolutamente modesto, appena 960 metri s.l.m., ma eccezionalmente strategico, soprattutto ai tempi della prima guerra mondiale data la forma di spuntone a cavallo tra Trento e la Valsugana e a strapiombo sulla gola del Fersina, dove si trova una delle storiche falesie per arrampicata. In tale località si trova anche la batteria Roncogno.
Nei pressi del centro abitato, si trova anche il passo del Cimirlo che ancora oggi conduce in Valsugana, ma solamente per le biciclette.
Piccola frazione tipicamente contadina è caratterizzata dalla sua posizione su un micro altipiano molto soleggiato. La piccola chiesetta recentemente ristrutturata è dedicata a San Francesco.